# Индија на Светском првенству у атлетици у дворани 2018.
Индија је учествовала на 17. Светском првенству у атлетици у дворани 2018. одржаном у Бирмингему од 1. до 4. марта осми пут. Репрезентацију Индије представљао је један атлетичар, који се такмичио у трци на 60 метара са препонама.,
На овом првенству такмичар Индије није освојио ниједну медаљу нити је остварио неки резултат.

## Учесници
Мушкарци:
- Siddhanth Thingalaya — 60 м препоне

## Резултати

### Мушкарци
| Атлетичар            | Дисциплина   | Лични рекорд | Квалификације | Квалификације | Полуфинале           | Полуфинале           | Финале               | Финале       | Детаљи |
| Атлетичар            | Дисциплина   | Лични рекорд | Резултат      | Место         | Резултат             | Место                | Резултат             | Место        | Детаљи |
| -------------------- | ------------ | ------------ | ------------- | ------------- | -------------------- | -------------------- | -------------------- | ------------ | ------ |
| Siddhanth Thingalaya | 60 м препоне | 7,70         | 7,93          | 6. у гр. 3    | Није се квалификовао | Није се квалификовао | Није се квалификовао | 31 / 37 (38) |        |